# Naga Viper
Il peperoncino Naga Viper entrò nel Guinness dei primati come il peperoncino più piccante al mondo il 25 febbraio 2011 con un valore di Scoville di 1.382.118, battendo il precedente record del Chili Infinity.
Il suo record è stato ulteriormente battuto dal Trinidad Moruga Scorpion.
Il Naga Viper è stato creato in Inghilterra dall'agricoltore Gerald Fowler della Chilli Pepper Company con sede a Cark in Cumbria.
È un ibrido instabile di Naga Morich, Bhut Jolokia e Trinidad Scorpion.
A causa della sua natura ibrida non può generare altri frutti.
La società sta lavorando per stabilizzarne la varietà.